# Wolfgang Dieter Lebek
Wolfgang Dieter Lebek, né le 29 mars 1938 à Bad Reinerz, est un philologue classique allemand.

## Biographie
Wolfgang Dieter Lebek étudie la philologie classique à l'université de Cologne où il obtient son titre de docteur le 13 juin 1969 avec une thèse intitulée De la théorie rhétorique de l'archaïsme (Zur rhetorischen Theorie des Archaismus). Sa thèse est augmentée et publiée en 1970 sous le titre Verba prisca : les débuts de l'archaisation dans l'éloquence et l'historiographie latines (Verba prisca: Die Anfänge des Archaisierens in der lateinischen Beredsamkeit und Geschichtsschreibung). Après son doctorat, il est nommé professeur supplémentaire en 1971. Sa thèse d'habilitation paraît en 1976 sous le titre Lucans Pharsalia : Structure poétique et rapport au temps (Lucans Pharsalia: Dichtungstruktur und Zeitbezug) (Hypomnemata 44).
Après un semestre en tant que maître de conférence associé à l'université de Clermont-Ferrand, il part en 1976 pour deux ans comme professeur invité à l'université de Californie à Los Angeles. En 1979, il répond à un appel pour être professeur de philologie classique à l'université d'Augsbourg. En 1984, il part pour Cologne où il est nommé professeur émérite en 2003.
En 2001 et 2002, Lebek mène une enquête auprès d'étudiants de l'université de Cologne qui lui permet de montrer que certains étudiants ayant la Latinum (niveau de latin après 4 à 6 ans d'études) ont une compétence de lecture plus étendue pour des textes compliqués que d'autres étudiants